# 16829 Richardfrench
16829 Richardfrench è un asteroide della fascia principale. Scoperto nel 1997, presenta un'orbita caratterizzata da un semiasse maggiore pari a 2,2142899 au e da un'eccentricità di 0,1687166, inclinata di 5,68134° rispetto all'eclittica.